# David Bexell
David Bexell,  född 24 augusti 1861 i Barnarp, Jönköpings län, död 5 juli 1938 i Tirupattur, södra Indien, biskop.
Bexell var son till kyrkoherde Josef Bexell i Långaryd och hans maka Maria Hansson. Han studerade vid Lunds universitet och Leipzigs universitet och prästvigdes i Växjö 1887 och reste därefter, inspirerad av bland andra Peter Fjellstedt och C.A. Ouchterlony till Indien som Svenska kyrkans missionär. Han var verksam där hela sitt liv och verksam på olika missionsstationer. År 1927 valdes han till biskop av Tranquebar i Tamil Evangelical Lutheran Church (Thamil Suvesesha Lutheran Thiruchabai). Han blev emeritus 1934. Han översatte klassisk kristen litteratur till tamil-språket och utgav 1933 ett engelsk-tamilskt lexikon, det s.k. Tranquebar Dictionary, som var resultatet av ett helt livs arbete och som underlättat förbindelserna mellan tamilerna och den europeiska kulturen.